# FK Sevojno
El FK Sevojno (en serbio: Фудбалски клуб Севојно) fue un equipo de fútbol de Serbia que jugó en la Superliga de Serbia, la primera división nacional.

## Historia
Fue fundado el 25 de junio de 1950 en la ciudad de Sevogno con el nombre FK Radnicki por un grupo de empleados de las minas de cobre e iniciaron en las ligas locales dos años después, logrando varios ascensos y en 1961 cambiaron a FK Sevogno.
En 1969 logran el ascenso a la cuarta división nacional donde permanecieron por cuatro temporadas luego de descender, vagando entre las ligas regionales hasta que logran regresar a la cuarta división en la temporada 1989/90 en la que solo permanecieron una temporada.
Tras la disolución de Yugoslavia el club pasa a jugar en la cuarta división nacional, logrando dos ascensos que lo llevaron a la Primera Liga Serbia, la segunda división nacional, logrando participaciones constantes que lo mentenían cerca del ascenso a la Superliga de Serbia.
En la temporada 2008/09 consigue su primer logro importante al llegar a la final de la Copa de Serbia luego de vencer a varios equipos de primera división como Hajduk Kula, Borac Čačak, Napredak Kruševac y al Estrella Roja de Belgrado en las semifinales, pero terminaron perdiendo ante el Partizán de Belgrado en la final por 0-3, con el consuelo de lograr la clasificación a la Liga Europea de la UEFA 2009-10 dejando fuera al FBK Kaunas de Lituania pero eliminados en la siguiente ronda por el Lille OSC.
El 1 de julio de 2010 el club se fusiona con sus rivales del FK Sloboda Uzice y pasa a llamarse FK Sloboda Point Sevojno, continuando con la historia del Sloboda y con su infraestructura, la cual era mejor, compitiendo en la temporada 2010/11 en la Superliga de Serbia, y en ese mismo año nace la reencarnación del FK Sevojno, el FK Sloboda en las divisiones bajas del país.

## Participación en competiciones de la UEFA
| Temporada | Torneo             | Ronda             | Club       | Casa | Visita |
| --------- | ------------------ | ----------------- | ---------- | ---- | ------ |
| 2009–10   | UEFA Europa League | 2 °Clasificatoria | FBK Kaunas | 0–0  | 1–1    |
| 2009–10   | UEFA Europa League | 3 °Clasificatoria | Lille      | 0–2  | 0–2    |

## Jugadores

### Jugadores destacados
| - Mile Andrić - Branko Božović - Darko Micevski - Radoš Bulatović - Goran Ćosić | - Nenad Divac - Njegoš Goločevac - Lazar Jovičić - Radenko Kamberović - Radivoje Manić | - Marko Pavićević - Predrag Popović - Savo Raković - Radan Šunjevarić - Vladislav Virić |